# Estructura biomolecular
L'estructura biomolecular és l'estructura de les biomolecules, principalment de les proteïnes i els àcids nucleics ADN i ARN. L'estructura d'aquestes molècules sovint es descompon en estructura primària, estructura secundària, estructura terciària i estructura quaternària. La bastida per aquesta estructura la proporciona els elements de l'estructura secundària que estan units amb enllaços d’hidrogen amb la molècula. Això porta a diversos "dominis" recognoscibles de l'estructura de la proteïna i l'estructura de l'àcid nucleic.
Els termes d'estructura primària, secundària, terciària i quaternària van ser encunyats per Kaj Ulrik Linderstrøm-Lang el 1951.

## Estructura primària
En bioquímica, l'Estructura primària d'una molècula biològica és l'especificació exacta de la seva composició atòmica i dels enllaços químics que connecten els àtoms (incloent-hi l'estereoquímica).

## Estructura secundària

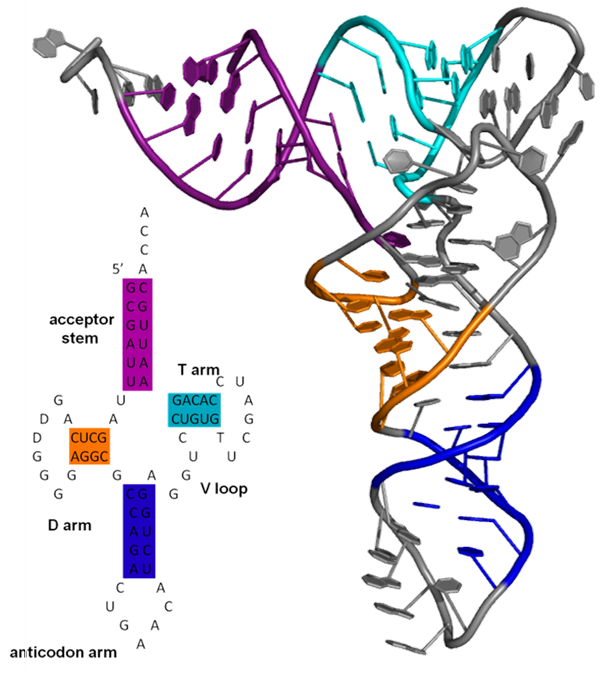
alt = Estructura secundària (en el requadre) i terciària.

En la bioquímica i la biologia estructural l'estructura secundària és la forma tridimensional de segments locals de biopolímers com les proteïnes i els àcids nucleics (ADN/ARN). No descriu la seva posició atòmica específica en l'espai en tres dimensions, la qual es considera estructura terciària. L'estructura secundària està formalment definida pels enllaços d'hidrogen del biopolímer observats en una estructura de resolució atòmica.

## Estructura terciària
En bioquímica i biologia molecular l'estructura terciària d'una proteïna o una altra macromolècula és la seva estructura tridimensional definida per les seves coordenades atòmiques.

## Estructura quaternària
En bioquímica l'estructura quaternària és la disposició de múltiples  proteïnes plegades o molècules proteiques en bobina en un complex de subunitats. En àcids nucleics el terme es pot referir al nivell alt d'organització de l'ADN en la cromatina, incloent les interaccions amb la histona, o les interaccions entre unitats separades d'ARN en el ribosoma
o espliceosoma.

## Altres biomolècules
Altres biomolècules com els polisacàrids i lípids, poden tenir estructures d'elevat ordre amb conseqüències biològiques.